# Luiz Moura
Luiz de Moura Pereira, (Batalha, 23 de fevereiro de 1971), é um político brasileiro, filiado ao PDT.
Em 2010, foi eleito deputado estadual para a 17ª legislatura (2011-2015).
Eleito com 104.705 votos, Luiz de Moura Pereira nasceu em Batalha (AL). É estudante de Direito. Sua base eleitoral concentra-se na zona leste da Capital, principalmente em Guaianases, Cidade Tiradentes, Itaim Paulista, São Miguel Paulista e Itaquera. Iniciou militância política na luta pela regularização do transporte alternativo da Capital. Na gestão Marta Suplicy, contribuiu decisivamente para a regularização do sistema de transporte e pela implantação do Bilhete Único. É presidente de honra da Transcooper Leste. Entre os projetos pelos quais pretende lutar como deputado, estão: a implantação do Bilhete Único Metropolitano; a ampliação e melhoria da malha asfáltica do Alto Tietê; a criação de escolas técnicas; a revitalização e a melhoria das estações ferroviárias, dos trens, do metrô e dos ônibus; e a expansão do Poupatempo. Moura também defende a ação conjunta dos governos federal, estadual e municipal para um Sistema Único de Saúde com qualidade; o incentivo aos esportes como forma de inclusão social, o combate à violência; a preparação para as Olimpíadas 2016; e a atenção especial ao emprego para os jovens.